# Gonzalo Jara
Gonzalo Alejandro Jara Reyes (né le 29 août 1985) est un footballeur chilien, occupant un poste de défenseur ou milieu de terrain.

## Carrière

### Les débuts au Chili
Il est formé dans la division inférieure du Huachipato, mais débute très jeune dans l'équipe professionnelle en 2003, il fut élu le meilleur joueur du club en 2005 à la suite de ses très bonnes prestations. Durant la saison 2006 - 2007, Gonzalo Jara s'impose comme un titulaire indiscutable de l'équipe, et par son jeune age, 21 ans, il attire l'attention des plus grands clubs chiliens, Colo Colo et la U de Chile. En 2007, Colo Colo achète 50 % du joueur contre 300 000 $. Il débute le 24 janvier 2007  pour le premier match du championnat contre le Deportes Melipilla. Le 2 août, il marque son premier but en Copa America contre le Real Potosi. Le 16 juin 2007, il devient champion du Chili pour la première fois de sa carrière, le 23 décembre de la même année, Gonzalo Jara remporte à nouveau le championnat. À la suite de ses excellentes prestations avec Colo Colo et la sélection chilienne, plusieurs clubs français, espagnols, italiens ou anglais s'intéressent à lui.

### West Bromwich Albion
Le 3 aout 2009, Gonzalo Jara quitte le Chili, pour découvrir la Premier League avec West Bromwich Albion pour 2.5 millions d'euros. Après avoir été prêté à deux reprises, (à Brighton et Nottingham Forest) et joué 67 matchs pour 2 buts marqués pour le club, il le quitte pour aller en Allemagne, à Mayence.

### Mayence 05
Le 16 juillet 2014, Gonzalo Jara quitte la Nottingham Forest pour découvrir la Bundesliga avec le club de Mayence ou il jouera 17 matchs lors de sa première saison.

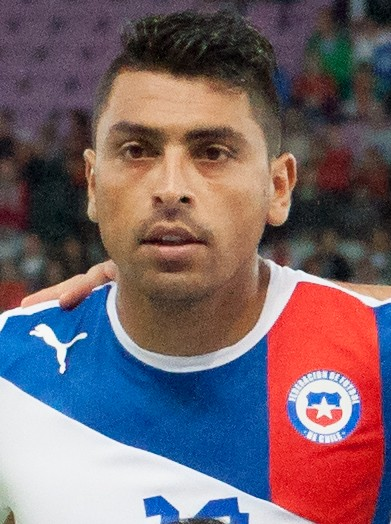
Jara en 2013 avec le Chili.

### En sélection nationale
Il fait son début professionnel en 2005 pour Huachipato où il a joué jusqu'à son transfert en 2007 à Colo Colo. Il a également fait plusieurs apparitions avec l'équipe nationale chilienne.
Il a été choisi par l'entraîneur Nelson Acosta pour le Chili pendant leur tournée européen 2006 où ils ont joué contre l'Irlande, la Côte d’Ivoire, en France et Suède avant la coupe du monde 2006. En 2005, Jara a représenté le Chili au championnat des jeunes 2005 du monde de la FIFA en Hollande, marquant un but face au Honduras sur une victoire de 7-0. 
Il a également joué pour le Chili en Copa América 2007 aussi bien que les qualifications de la coupe du monde 2010. Jara était le capitaine du Chili dans le tournoi prestigieux des moins de 23 ans 2008 à Toulon. Il a marqué son premier but international contre le Venezuela pendant les qualifications de la coupe du monde 2010.
Il est également appelé en sélection pour participer à la coupe du monde 2014 avec le Chili. Il participe à tous les matchs de la sélection, dont celui contre le Brésil, où le Chili se fera sortir de la compétition.

## Statistiques

### En sélection nationale
| Saison                | Sélection             | Phases finales                | Phases finales | Phases finales | Phases finales | Éliminatoires CDM | Éliminatoires CDM | Éliminatoires CDM | Matchs amicaux | Matchs amicaux | Matchs amicaux | Total | Total | Total |
| Saison                | Sélection             | Compétition                   | M              | B              | Pd             | M                 | B                 | Pd                | M              | B              | Pd             | M     | B     | Pd    |
| --------------------- | --------------------- | ----------------------------- | -------------- | -------------- | -------------- | ----------------- | ----------------- | ----------------- | -------------- | -------------- | -------------- | ----- | ----- | ----- |
| 2005-2006             | Chili                 | -                             | -              | -              | -              | -                 | -                 | -                 | 5              | 0              | 1              | 5     | 0     | 1     |
| 2006-2007             | Chili                 | Copa América 2007             | 2              | 0              | 0              | -                 | -                 | -                 | 2              | 0              | 0              | 4     | 0     | 0     |
| 2007-2008             | Chili                 | -                             | -              | -              | -              | 3                 | 1                 | 0                 | 3              | 0              | 0              | 6     | 1     | 0     |
| 2008-2009             | Chili                 | -                             | -              | -              | -              | 7                 | 1                 | 0                 | 4              | 0              | 0              | 11    | 1     | 0     |
| 2009-2010             | Chili                 | Coupe du monde 2010           | 4              | 0              | 0              | 3                 | 0                 | 0                 | 5              | 1              | 0              | 12    | 1     | 0     |
| 2010-2011             | Chili                 | Copa América 2011             | 4              | 0              | 0              | -                 | -                 | -                 | 5              | 0              | 0              | 9     | 0     | 0     |
| 2011-2012             | Chili                 | -                             | -              | -              | -              | 2                 | 0                 | 0                 | 2              | 0              | 1              | 4     | 0     | 1     |
| 2012-2013             | Chili                 | -                             | -              | -              | -              | 5                 | 0                 | 0                 | 2              | 0              | 0              | 7     | 0     | 0     |
| 2013-2014             | Chili                 | Coupe du monde 2014           | 4              | 0              | 0              | 1                 | 0                 | 0                 | 6              | 0              | 0              | 11    | 0     | 0     |
| 2014-2015             | Chili                 | Copa América 2015             | 4              | 0              | 0              | -                 | -                 | -                 | 7              | 0              | 0              | 11    | 0     | 0     |
| 2015-2016             | Chili                 | Copa América Centenario       | 6              | 0              | 0              | 6                 | 0                 | 0                 | 3              | 0              | 0              | 15    | 0     | 0     |
| 2016-2017             | Chili                 | Coupe des confédérations 2017 | 5              | 0              | 0              | 6                 | 0                 | 0                 | 1              | 0              | 0              | 12    | 0     | 0     |
| 2017-2018             | Chili                 | -                             | -              | -              | -              | 3                 | 0                 | 0                 | -              | -              | -              | 3     | 0     | 0     |
| 2018-2019             | Chili                 | Copa América 2019 4e          | 3              | 0              | 0              | -                 | -                 | -                 | 2              | 0              | 0              | 5     | 0     | 0     |
| Total sur la carrière | Total sur la carrière | Total sur la carrière         | 32             | 0              | 0              | 36                | 2                 | 0                 | 47             | 1              | 2              | 115   | 3     | 2     |

## Controverse
Au cours d'un match de quarts de finale de la Copa América 2015 contre l'Uruguay (gagné 1-0 par le Chili), il provoque Edinson Cavani, le frappe et lui met un doigt dans l'anus. Jara fait semblant d'être frappé par Cavani et tombe à terre,. Christian Heidel, le directeur sportif du club dans lequel joue Jara (le FSV Mayence), fait part de son mécontentement et déclare : « il sait que si une offre se présente, il n'a qu'à s'en aller [de Mayence]. Nous ne pouvons tolérer cela. ». Cependant Cavani écope d'un carton rouge.

## Palmarès
- Colo Colo
  - Championnat du Chili
    - Vainqueur du Tournoi d'Ouverture : 2007
    - Vainqueur du Tournoi de Clôture : 2007, 2008 et 2009

- Chili
  - Copa América
    - Vainqueur : 2015 et 2016

  - Coupe des confédérations
    - Finaliste : 2017